# PerfectView
PerfectView is een Nederlands softwarebedrijf dat is gevestigd in 's-Hertogenbosch. Het bedrijf ontwikkelt en levert software aan circa 5000 klanten in 19 landen.

## Geschiedenis
PerfectView is in 1984 ontstaan uit het afstudeerwerk van Peter Backer. In de begindagen van Cyco Automatisering schreef hij het MS-DOS programma GEEF, een adressenprogramma.waarmee je snel contactgegevens kon opzoeken en samenvoegen in brieven en mailings. Door Bart Mellink, één van de andere oprichters van Cyco, is GEEF later verder uitgebreid. Hij voegde onder andere het programma PVI toe, waarmee GEEF kon worden aangepast aan de wensen van haar gebruikers. Het product werd in 1986 omgedoopt in PerfectView. Deze naam is een allusie op de WordPerfect softwarefamilie, waarvan Cyco Automatisering dealer in Nederland was. De eerste versie van PerfectView kreeg versienummer 1.1, in plaats van versie 1.0, een traditie die ook in nieuwe generaties van het pakket in ere is gehouden. Voor de distributie en support van software werden binnen de Cyco groep vervolgens onder meer Cyco International, Cyco Russia en Cyco Europe - later Cyco Software - opgericht. 
In 1997 besloot het bedrijf tot het herschrijven van de software om het geschikt te maken voor Windows. Voor het ontwikkelen van de Windows-code werd overgestapt van de programmeertaal Turbo Pascal naar Delphi. Met de introductie van PerfectView Windows 8 veranderde ook de doelgroep. Was PerfectView voorheen een pakket dat veelal in het kleinbedrijf werd ingezet, vanaf versie 8 werd het softwarepakket geprofessionaliseerd om daarmee ook specifieke branches zoals de overheid en de zorg te kunnen bedienen.
De koppeling met het Postcodeboek was een belangrijke ontwikkeling van PerfectView Windows. Deze koppeling maakte het mogelijk om op basis van postcode en huisnummer een adres te genereren en dit vervolgens in kix-code te tonen. Dit opende de deur naar een sneller bulkbrievenproces. Daarnaast zorgde het ook voor een besparing op de portokosten. Ook ontwikkelde het bedrijf specifiek voor gemeenten het softwarepakket Verloren of Gevonden, waarmee burgers gevonden of verloren voorwerpen kunnen registreren en terugvinden.
Rond 1995 maakte PerfectView zich los van Cyco Sofware en ging het door als zelfstandig bedrijf met het aanbieden van CRM-software. Vanaf 2009 richtte PerfectView zich op cloudsoftware, zodat het voor de gebruikers mogelijk was om de CRM-software voor klantrelatiebeheer te benaderen via internet. Het bedrijf behoort vanaf dat moment tot de softwarecategorie "Software as a Service" (SaaS).